# Richard Loncraine
Richard Loncraine (Cheltenham, Gloucestershire, 20 de octubre de 1946) es un director de cine y de televisión británico.
Loncraine recibió formación inicial en el departamento de largometrajes de la BBC, incluida una temporada para dirigir trabajor para Tomorrow's World. Antes de iniciar su carrera en el cine, fue un escultor y el primero que creó un péndulo de Newton cromático. En 1996, ganó el Oso de Plata al mejor director en el  Festival Internacional de Cine de Berlín de 1996 por Ricardo III.

## Filmografía

### Cine
- Slade in Flame (1975)
- Círculo de la muerte (Full Circle) (1977)
- El misionero (The Missionary) (1982)
- Brimstone and Treacle (1982)
- Bellman and True (1987)
- Ricardo III (1995)[2]
- Mi casa en Umbría (My House in Umbria) (2003)
- Wimbledon (2004)
- Firewall (2006)
- Más vale sola que mal acompañada (My One and Only) (2009)
- Ático sin ascensor (5 Flights Up) (2014)
- Bailando la vida (Finding Your Feet) (2017)

### Televisión
- Secret Orchards (1979)
- Blade on the Feather (1980)
- Wide-Eyed and Legless (1993)
- Band of Brothers (2001)
- The Gathering Storm (2002)
- La relación especial (The Special Relationship) (2010)[3]